# Кубань (Луганская область)
Кубань (укр. Кубань) — село, относится к Новопсковскому району Луганской области Украины.
Население по переписи 2001 года составляло 120 человек. Почтовый индекс — 92326. Телефонный код — 6463. Занимает площадь 2,72 км². Код КОАТУУ — 4423355301.

## Местный совет
92322, Луганська обл., Новопсковський р-н, смт. Білолуцьк, вул. 1 Травня, 4  (укр.)